# Otto Krosta
Otto Krosta (* 10. Mai 1844 in Sensburg; † 7. Juli 1925 in Berlin) war ein deutscher Sanitätsoffizier der Preußischen Armee.

## Leben
Krosta studierte an der Albertus-Universität Königsberg Medizin. Im November 1863 wurde er wie sein älterer Bruder Friedrich Krosta im Corps Baltia Königsberg aktiv. Als Corpsbursche focht er zehn Partien. Das war damals, als sich die Bestimmungsmensur noch nicht durchgesetzt hatte, eine überdurchschnittliche Leistung. Als Fuchsmajor und Consenior ausgezeichnet, wechselte er als Inaktiver nach dem Physikum an die Friedrich-Wilhelms-Universität Berlin. Schon vor dem Staatsexamen wurde er zum Dr. med. promoviert. 1868 ließ er sich als praktischer Arzt in Drebkau nieder. Als Sanitätsoffizier der Landwehr nahm er 1870/71 am Deutsch-Französischen Krieg teil. Er gab 1878 seine Arztpraxis in der Niederlausitz auf und wurde Militärarzt am Friedrich-Wilhelm-Institut in Berlin. 1881 kam er als Stabsarzt zum Leib-Grenadier-Regiment „König Friedrich Wilhelm III.“ (1. Brandenburgisches) Nr. 8 in Frankfurt (Oder). 1886 wurde er an die Unteroffizierschule in Weißenfels und im Dreikaiserjahr zum Danziger Infanterie-Regiment Nr. 128 versetzt. Seit 1890 war er Oberstabs- und Regimentsarzt beim Infanterie-Regiment „Graf Bose“ (1. Thüringisches) Nr. 31 in Altona. Er wurde zum Generalarzt des IV. Armee-Korps in Magdeburg ernannt. Als die Reichsregierung ein Expeditionskorps zur Niederschlagung des Boxeraufstands entsandte, wurde Krosta zum Leiter des Sanitätswesens bestellt. Wie sein Bruder verlebte er den Ruhestand in Berlin. Er starb im 82. Lebensjahr.

## Auszeichnungen
- Kriegsdenkmünze für die Feldzüge 1870–71
- Eisernes Kreuz II. Klasse am schwarz-weißen Bande von 1870/71
- Roter Adlerorden III. Klasse mit der Schleife
- Komtur des Ritterordens der Hl. Mauritius und Lazarus